# Jelena Wiktorowna Dawydowa
Jelena Wiktorowna Dawydowa (russisch Елена Викторовна Давыдова; * 7. August 1961 in Woronesch, Sowjetunion) ist eine ehemalige sowjetische Kunstturnerin. Sie war zweifache Olympiasiegerin.
Im Alter von 18 Jahren gewann Dawydowa bei den Olympischen Spielen 1980 in Moskau zwei Goldmedaillen im Einzelmehrkampf und mit dem sowjetischen Team im Mannschaftsmehrkampf. Außerdem konnte sie eine Silbermedaille am Schwebebalken holen. Im Sprung wurde sie Vierte. Ein Jahr später bei den Turn-Weltmeisterschaften 1981, die ebenfalls in Moskau stattfanden, wurde sie mit der sowjetischen Mannschaft Weltmeister im Mehrkampf. In den Einzelwettkämpfen holte sie eine Silbermedaille am Boden und zweimal Bronze im Einzelmehrkampf und am Stufenbarren.

## Auszeichnungen
- 1981: Weltmannschaft des Jahres in der Wahl der Gazzetta dello Sport mit der sowjetischen Frauenturnriege um Olga Bitscherowa, Natalja Ilijenko, Marija Filatowa, Stella Sacharowa und Elena Polewaja
- 2007: Aufnahme in die International Gymnastics Hall of Fame